# 经济效率
經濟效率（英語：Economic efficiency）在經濟學上通常指没有一种方法能在不使其他任何人的境况变坏的同时使任何人的境况变好。根据其内容，它通常伴随以下两个相关概念：
- 分配效率或帕累托最適：（在现有的状况下）任何改动的实现，都会损害他人的利益。
- 生产效率：在不增加额外单位的要素投入的情况下没有额外的产出和 生产位于平均成本的最低处生产。

这些定义并不是等价的：一个市场或其他经济体系可以实现公平分配但不能实现效率最大化，或者富有效率地生产，但不能兼顾公平。当然也有其它定义和衡量标准。所有经济效率的特征，都包含在更一般的工程概念中，即系统在给定可用输入的情况下最大化期望输出（例如效用）是最用效的或是最优的。

## 思想分类
关于经济效率的思想主要有两种，它们分别强调政府造成的扭曲（通过减少政府干预来减少这种影响）和市场造成的扭曲（通过增加政府干预来减少这种影响）。这些有时是竞争的，有时是互补的，或者就政府的参与的整体水平以及政府的参与的特定影响进行辩论。广义地说，这种对话通常在经济自由主义或新自由主义的背景下发生，尽管这些条款也被使用到了更狭义的相关特定的观点，尤其是在提倡自由放任经济的时候。
此外，在微观经济与宏观经济里的效率方面也存在差异，一些人主张政府在一个领域（或另一个领域）发挥更大的作用。

### 资源配置和生产效率
如果市场供应的产品价格等于消费者的边际价值，并且等于生产者的边际成本，则可以说市场具有配置效率。换句话说，生产直到当最后额外一单位产品或服务使得消费者的边际收益低于生产商的边际成本时为止。
因为生产资源是稀缺的，资源必须只能以准确的数额分配给各个行业，否则则造成产出的过多或过少生产。在给企业的绘制图表中，如果产出位于边际成本等于平均收入那里，则分配效率是被满足的。这种情况是指在长期均衡和完全竞争的情况。
生产效率发生在单位产品的生产平均总成本尽可能低的位置。在绘制用于企业生产的图表的时候，必须满足这样的条件，平衡必须发生在平均总成本曲线的最低点。这种情况同样是指在完全竞争的长期均衡的背景下。

### 主流观点
主流看法认为，市场经济一般认为是比其他已知的替代办法更有效率，虽然在宏观经济层面，政府的参与是必要的，政府通过(财政政策和货币政策)，以抵消经济周期带来的波动。-- 遵循凯恩斯经济学。在微观经济层面存在关于如何实现效率的争论，有些主张自由放任的市场经济，要消除政府干涉对经济的扭曲，而其他人则提倡政府对市场的监管，以减少市场失灵和市场的不完善，特别是通过内化外部性来解决这些市场经济的问题。
福利经济学第一个基本定理为市场经济体的效率提供了一些依据基础，因为它规定的任何完全竞争的市场平衡是帕累托有效的。完全竞争的假设意味着，此结果只有在不存在的市场缺陷的情况下才有效，这在真正的市场种很重要。 此外，帕累托效率是最优的最小概念，优化并不一定导致一个社会理想的资源分配的结果，因为它没有对平等或整体社会的福祉做出陈述。

### 学派思想
限制政府的倡导者，按照起源于19世纪哲学传统古典自由主义，尤其与古典经济学 (通过第1870年)和新古典经济学 (从1870年代开始)，以及非正统的奥地利经济学派的主流经济经济思想紧密相连。提倡经济市场的自由放任 (很少或没有政府在经济的作用)的形式。
扩大政府角色的倡导者反而会遵循其他替代的进步思想流派；在盎格鲁圈 (英语国家，尤其是美国、联合王国、加拿大、澳大利亚和新西兰)，这与制度经济学有关，在宏观经济层面，这与 凯恩斯主义经济学有关。而在德国，其指导哲学则来自弗莱堡经济学院的秩序自由主义经济思想。

### 微观经济改革
微观经济改革是实施旨在通过放松管制减少经济的扭曲以转向经济效率的政策。然后，没有明确的理论依据认为，即删除 市场扭曲 会一直增加经济效率。次优理论认为，如果一个部门存在某些不可避免市场扭曲，那么另一个部门实现更大的市场的完善，实际上可能会降低效率。

## 标准
经济效率在各理论的应用：
- 分配效率
- 分配效率
- 动态效率
- 金融效率市场大多数情况下讨论的类型信息效率
- 卡尔多–希克斯效率
- 运营效率
- 帕累托效率
- 生产效率
- 社会福利功能最优
- 效用最大化
- X非效率

在其它理论的应用：
- 效率市场假说
- 微观经济改革
- 生产理论基础
- 福利经济学

## 外链
- "效率" （页面存档备份，存于）保罗·海涅的文章